# Jonatan Sverker
Jonatan Emmanuel Sverker, född 29 april 1974, är en svensk journalist och författare.
Sverker har tidigare varit reporter på tidningen Dagen, och var mellan 2019 och 2024 en del av redaktionen för tidningen Sändaren.
År 2002 gav Sverker ut boken 165 dagar: ett kidnappningsdrama som ger en fördjupad information om dramat Kidnappningen av Daniel och Paulina Brolin som skedde 1998 och som kom att engagera hela Sverige. I boken berättar Daniel och Paulina Brolin om hur det var att leva under hot och misshandel i en möglig källarhåla, och hur deras gudstro gav dem mod och kraft i en hopplös situation. Boken ger också flera uppgifter om det komplicerade arbetet att få Brolins fria.
År 2003 gav Sverker ut boken Efter Roskilde: från kris till försoning. Boken beskriver reaktioner och sorgeprocess hos paret Birgitta och Ebbe Gustafsson som förlorade sin 20-årige son Kalle vid tragedin i Roskilde den 30 juni 2000 då 9 personer omkom samt 26 personer skadades. Boken beskrivs som "stark läsning" som beskriver den starka och nästan oövervinnliga smärta som föräldrarna upplever när de förlorar sin son, men också hur de så småningom kan lära sig leva med förlusten och försonas med de som var ansvariga för festivalens säkerhet. Bokens berättelse har även blivit föremål för analys med hjälp av Johan Cullbergs kristeori.